# Скалиста градина
Скалистата градина е градина, или по-често част от градина, с озеленена рамка от скали, камъни и чакъл, със засаждане, подходящо за тази обстановка. Обикновено това са малки алпийски растения, които се нуждаят от относително малко почва или вода. Западните скалисти градини често се разделят на алпийски градини, сипеи върху по-рехави, по-малки камъни и други скалисти градини.
Използването на камъни като декоративни и символични елементи в градините може да се проследи поне 1500 години назад в китайските и японските градини. В Китай големи естествени скали, за предпочитане меки скали, каквито са от варовик, износен в речни легла или водопади във фантастични форми, са били транспортирани на дълги разстояния до императорски и елитни градини. Suseok е корейският еквивалент; по-малките японски suiseki обикновено са за излагане на закрито.

## Галерия
- Японска скалиста градина, планина, водопад и чакълена „река“ (1509 – 1513)
- Басейн в скалиста градина в кампуса на университета на Алберта, Едмънтън, Канада.
- Във Ватикана, със сукуленти
- Kew скалиста градина, Лондон.
- Японска чаена градина Hagiwara в Сан Франциско
- Алпинеум в стил Lingnan в Zhan Yuan, Гуангдонг